# Dymasius asperulus
Dymasius asperulus es una especie de escarabajo del género Dymasius, familia Cerambycidae. Fue descrita científicamente por Holzschuh en 2006.
Habita en Malasia (isla de Borneo). Los machos y las hembras miden aproximadamente 10,3 mm. El período de vuelo de esta especie ocurre en el mes de marzo.